# Sandra Sevillano
Sandra Sevillano Guerra, née le 4 août 1984 à Santurtzi, est une coureuse de fond espagnole spécialisée en skyrunning. Elle est championne d'Europe d'Ultra SkyMarathon 2021 et a remporté la médaille de bronze aux championnats du monde de raquette à neige 2018. Elle est également championne d'Espagne de course en montagne FEDME 2018.

## Biographie
Sandra se met à la course à pied pour récupérer de la naissance de son premier enfant en 2010. Elle s'essaie à la compétition en 2012 en participant à la course de la Saint-Sylvestre d'Errekalde et termine deuxième. Motivée par ce résultat et encouragée par ses amis, elle se lance dans une saison complète en 2013, courant des semi-marathons, des marathons ainsi que des courses en montagne. Elle rejoint le club Ertza Mendi Kluba Miribillako Otsoak spécialisé dans les sports de montagne et découvre la discipline technique du skyrunning. Elle y démontre rapidement de bons résultats et remporte la Coupe du Pays basque en 2014,.
Elle met toutefois sa carrière sportive entre parenthèses pour donner naissance à son second enfant en 2017.
À son retour à la compétition en 2018, elle se révèle sur la scène internationale. Le 3 mars, elle participe aux championnats du monde de raquette à neige à Fuente Dé. Tandis que l'Américaine Michelle Hummel domine l'épreuve, Sandra effectue une solide course et assure sa place sur le podium pour remporter la médaille de bronze. Le 10 juin, elle prend le départ du Marató de Borriol qui accueille les championnats d'Espagne de course en montagne FEDME. L'Équatorienne María Mercedes Pila prend les commandes de la course avec Sandra en embuscade. Elle hausse le rythme en fin de course et parvient à doubler María au kilomètre 35 pour filer vers la victoire et le titre. Le 24 juin, elle s'élance comme favorite sur le Zumaia Flysch Trail. Distançant ses adversaires au fil des kilomètres, elle s'impose en 4 h 15 min 58 s et s'empare de la tête du classement provisoire de la Coupe d'Espagne de course en montagne. Elle conclut la saison avec une victoire à la Cursa per Muntanya Vistabella et remporte la Coupe.
Le 1er septembre 2019, elle est engagée sur l'épreuve d'Ultra SkyMarathon des championnats d'Europe de skyrunning aux côtés d'Ester Casajuana et Silvia Puigarnau. Ester domine la course du début à la fin, tandis que ses compatriotes assurent les deux autres places du podium avec la médaille d'argent pour Sandra.
Le 19 novembre 2021, elle prend part à l'épreuve d'Ultra SkyMarathon aux championnats d'Europe de skyrunning à Pisão. Menant la course, elle ne parvient pas à larguer la Russe Varvara Shikanova et continue d'imposer son rythme élevé. Elle s'impose en 10 h 37 min 28 s et décroche le titre en battant le record féminin du parcours de plus de quatre heures.
Le 10 septembre 2022, elle s'élance sur l'Ultra SkyMarathon des championnats du monde de skyrunning à Riale. Elle se retrouve aux avant-postes aux côtés de sa compatriote Gemma Arenas. Les deux femmes voient cependant l'Italienne Giuditta Turini s'échapper seule en tête pour s'offrir le titre. Sandra Sevillano complète le podium en terminant trente secondes derrière Gemma Arenas.
Le 15 juillet 2023, elle prend le départ de l'épreuve d'Ultra SkyMarathon aux championnats d'Europe de skyrunning à Gusinje. Elle fait parler son expérience pour effectuer une grosse remontée en fin de course et doubler l'Italienne Giulia Saggin pour s'offrir la médaille d'argent trois minutes devant cette dernière.

## Palmarès

### Skyrunning
| no  | féminin            | Course                                                  | Longueur | Départ             | Temps            |
| --- | ------------------ | ------------------------------------------------------- | -------- | ------------------ | ---------------- |
| 66e | Médaille d'or      | Championnats d'Espagne de course en montagne FEDME      | 42 km    | 10 juin 2018       | 4 h 57 min 33 s  |
| 17e | Médaille d'or      | Zumaia Flysch Trail Mendi Maratoia                      | 42 km    | 24 juin 2018       | 4 h 15 min 58 s  |
| 69e | 7e                 | Championnats du monde de skyrunning - SkyMarathon       | 26 km    | 15 septembre 2018  | 4 h 7 min 31 s   |
| 29e | Médaille d'argent  | Championnats d'Europe de skyrunning - Ultra SkyMarathon | 53 km    | 1er septembre 2019 | 8 h 33 min 35 s  |
| 16e | Médaille d'or      | Championnats d'Europe de skyrunning - Ultra SkyMarathon | 65 km    | 19 novembre 2021   | 10 h 37 min 28 s |
| 27e | Médaille d'argent  | Garmin Epic Trail 42K                                   | 42 km    | 2 juillet 2022     | 5 h 27 min 2 s   |
| 13e | Médaille d'argent  | Hamperokken SkyRace                                     | 57 km    | 6 août 2022        | 9 h 23 min 24 s  |
| 27e | Médaille de bronze | Championnats du monde de skyrunning - Ultra SkyMarathon | 56,2 km  | 10 septembre 2022  | 7 h 5 min 25 s   |
| 12e | Médaille d'argent  | Pirin Extreme                                           | 38 km    | 24 septembre 2022  | 5 h 55 min 21 s  |
| 45e | Médaille de bronze | Limone Extreme                                          | 22,7 km  | 15 octobre 2022    | 3 h 12 min 4 s   |
| 14e | Médaille d'argent  | Championnats d'Europe de skyrunning - Ultra SkyMarathon | 55 km    | 15 juillet 2023    | 8 h 3 min 3 s    |
| 41e | 8e                 | Championnats du monde de skyrunning - Ultra SkyMarathon | 70 km    | 7 septembre 2024   | 9 h 24 min 52 s  |

### Trail
| no  | féminin            | Course                    | Longueur | Départ          | Temps            |
| --- | ------------------ | ------------------------- | -------- | --------------- | ---------------- |
| 32e | Médaille d'argent  | Maxi-Race du Lac d'Annecy | 88 km    | 27 mai 2023     | 10 h 47 min 0 s  |
| 29e | Médaille de bronze | Lavaredo 80K              | 80 km    | 24 juin 2023    | 10 h 24 min 55 s |
| 30e | Médaille de bronze | Eiger Ultra Trail         | 101 km   | 20 juillet 2024 | 14 h 45 min 52 s |

### Raquette à neige
| no  | féminin            | Course                                    | Longueur | Départ      | Temps          |
| --- | ------------------ | ----------------------------------------- | -------- | ----------- | -------------- |
| 38e | Médaille de bronze | Championnats du monde de raquette à neige | 8,5 km   | 3 mars 2018 | 1 h 5 min 21 s |